# Ewangelia Ewy
Ewangelia Ewy – zaginiony apokryficzny tekst charakteru gnostyckiego.
Apokryf powstał prawdopodobnie w II w. i znalazł się w samarytańskim spisie 35 Ewangelii apokryficznych (ok. XII w.). Informacje o nim oraz fragmenty przekazał Epifaniusz w Panarionie. Według niego Ewangelii Ewy używały takie grupy gnostyckie, jak ofici i barboryci. Uważali oni, że Ewa dzięki objawieniu węża otrzymała pokarm wiedzy, dzięki czemu mogła lepiej przekazywać gnozę (stąd przypisanie jej autorstwa tekstu). Istnieje hipoteza, iż Ewangelia Ewy była apokalipsą, ponieważ występują w niej elementy apokaliptyczne.